# Чемпионат мира по шорт-треку 1998
Чемпионат мира по шорт-треку 1998 года проходил в Вене (Австрия).

## Общий медальный зачёт
| Место | Страна           | Золото | Серебро | Бронза | Всего |
| ----- | ---------------- | ------ | ------- | ------ | ----- |
| 1     | Китай            | 5      | 2       | 2      | 9     |
| 2     | Канада           | 3      | 2       | 0      | 5     |
| 3     | Республика Корея | 2      | 3       | 2      | 7     |
| 4     | Италия           | 0      | 2       | 3      | 5     |
| 5     | Япония           | 0      | 1       | 0      | 1     |
| 6     | Болгария         | 0      | 0       | 2      | 2     |
| 7     | США              | 0      | 0       | 1      | 1     |

## Медалисты

### Мужчины
| Дисциплина | Золото                                                                                  | Серебро                                                                             | Бронза                                             |
| ---------- | --------------------------------------------------------------------------------------- | ----------------------------------------------------------------------------------- | -------------------------------------------------- |
| Многоборье | Марк Ганьон Канада                                                                      | Фабио Карта Италия                                                                  | Ким Дон Сун Республика Корея                       |
| 500 м      | Фэн Кай Китай                                                                           | Эрик Бедар Канада                                                                   | Юань Е Китай                                       |
| 1000 м     | Марк Ганьон Канада                                                                      | Сатору Тэрао Япония                                                                 | Фабио Карта Италия                                 |
| 1500 м     | Марк Ганьон Канада                                                                      | Фабио Карта Италия                                                                  | Ким Дон Сун Республика Корея                       |
| 3000 м     | Ким Дон Сун Республика Корея                                                            | Микеле Антониоли Италия                                                             | Фабио Карта Италия                                 |
| Эстафета   | Канада · Марк Ганьон · Эрик Бедар · Деррик Кэмпбелл · Матье Тюркотт · Франсуа-Луи Дроле | Республика Корея · Ким Дон Сун · Ли Джун Хван · Ким Сун Тэ · Ли Хо Ын · Чхэ Джи Хун | Китай · Фэн Кай · Ань Юйлун · Ли Цзяцзюнь · Юань Е |

### Женщины
| Дисциплина | Золото                                                               | Серебро                                                             | Бронза                                                          |
| ---------- | -------------------------------------------------------------------- | ------------------------------------------------------------------- | --------------------------------------------------------------- |
| Многоборье | Ян Ян (A) Китай                                                      | Ван Чуньлу Китай Чон Ли Гён Республика Корея                        | место не присуждалось                                           |
| 500 м      | Ван Чуньлу Китай                                                     | Энни Перро Канада                                                   | Маринелла Канклини Италия                                       |
| 1000 м     | Ян Ян (A) Китай                                                      | Чон Ли Гён Республика Корея                                         | Ким Юн Ми Республика Корея                                      |
| 1500 м     | Ян Ян (A) Китай                                                      | Ван Чуньлу Китай                                                    | Евгения Раданова Болгария                                       |
| 3000 м     | Чон Ли Гён Республика Корея                                          | Ян Ян (A) Китай                                                     | Евгения Раданова Болгария                                       |
| Эстафета   | Китай · Ван Чуньлу · Ян Ян (S) · Ян Ян (А) · Сунь Даньдань · Цинь На | Республика Корея · Чон Ли Ген · Ань Сан Ми · Ким Юн Ми · Вон Хе Гён | США · Эми Петерсон · Кэролайн Халлиси · Эрин Портер · Сара Лэнг |